# Goran Tomcic
Goran Tomcic (n.1964)  es un artista y escritor que vive en Berlín, Alemania. Es ciudadano croata y estadounidense. Sus diversos estilos y temas artísticos incluyen instalaciones específicas de sitio, estructuras temporales, arte textual y prácticas performativas y participativas.

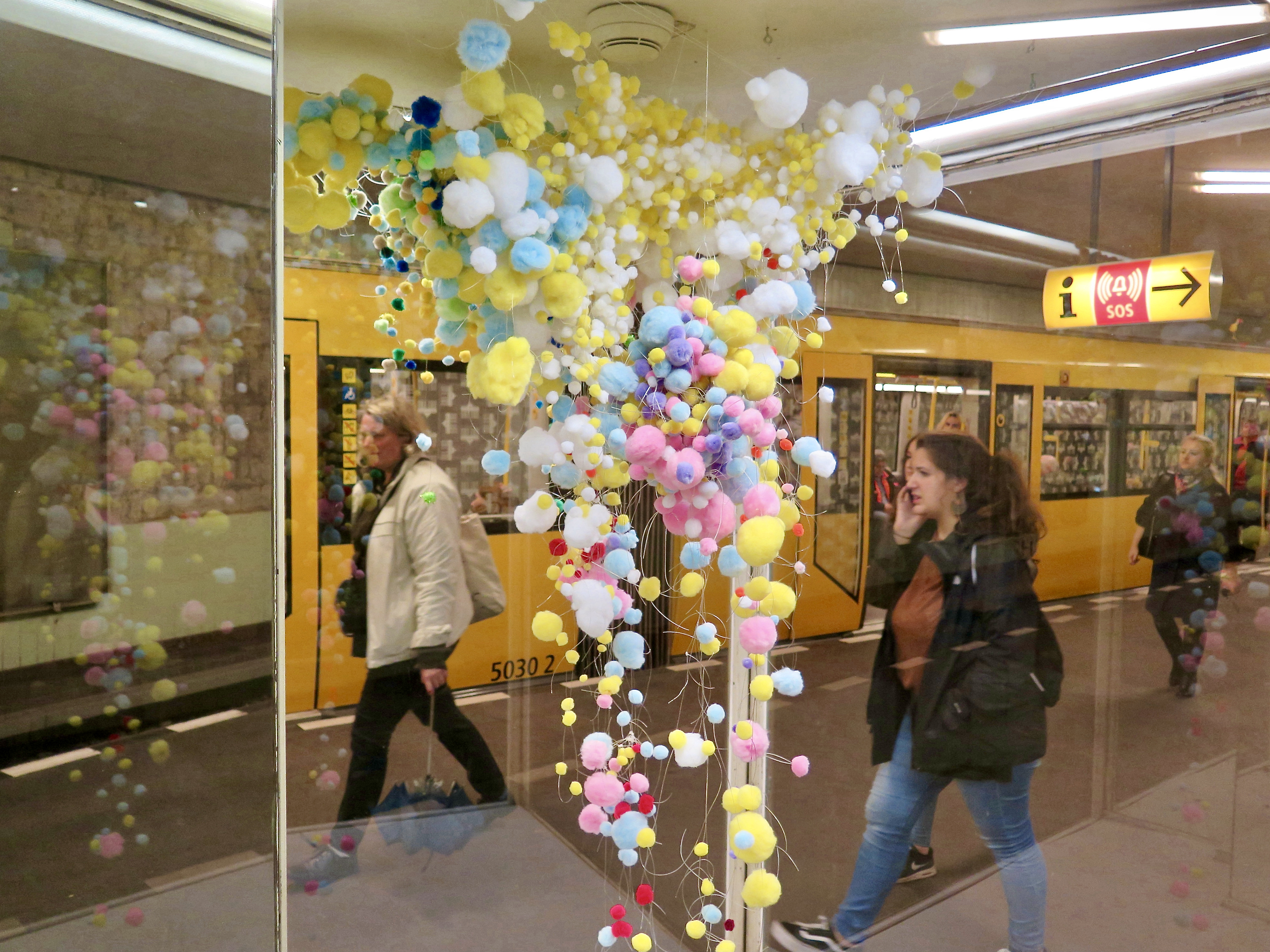

## Biografía
Tomcic creció en la isla de Hvar y en la ciudad de Split, de Croacia.  Estudió Historia del Arte y Literatura Comparada en la Universidad de Zagreb . Residió en la ciudad de Nueva York y Miami en los EE. UU. de 1991 a 2009 antes de mudarse a Alemania. En 1996 se graduó con una maestría en Estudios Curatoriales del Center for Curatorial Studies,  Bard College .  De 1997 a 1999 fue director de las Galerías Wolfson en el Miami Dade College . 
Tomcic ha recibido numerosas subvenciones y becas, incluida la Trust for Mutual Understanding (1994),  la Pollock-Krasner Grant (2007),  la MacDowell Residency Fellowship (1992, 1996),  la Departamento de Cultura y Europa del Senado de Berlín (2020),  y ha sido artista residente en muchas residencias de artistas.

## Trabajar
Las instalaciones y proyectos a gran escala de Tomcic se han exhibido en museos, galerías y espacios alternativos de todo el mundo.  Su trabajo aparece en muchas colecciones, entre ellas:
- Kunstmuseum Wolfsburg (Alemania) [8]
- Colección KRC (Países Bajos) [9]
- Hoteles CitizenM [10]
- Museo de Arte de Haifa (Israel) [11]
- Museo de Arte Moderno y Contemporáneo, Rijeka (Croacia) [12]
- Colección Valamar Riviera (Croacia) [13]
- Museo Lapidarium de Novigrado (Croacia) [14]
- Royal Caribbean International (EE. UU.) [15]

Desde 2015 su práctica artística se ha centrado en prácticas artísticas participativas. El proyecto Pompom Nets  es un proyecto artístico continuo, interdisciplinario, basado en procesos y un experimento social. El proyecto crea situaciones temporales y nuevas formas de asociarse. Como parte principal de este proyecto, el artista ha estado colaborando con el público, involucrando a diversas comunidades y diversos medios artísticos en la exhibición de instalaciones espaciales específicas de un lugar en todo el mundo. 